# Saturnia burgeffi
Saturnia burgeffi är en fjärilsart som beskrevs av Standfuss 1905. Saturnia burgeffi ingår i släktet Saturnia och familjen påfågelsspinnare. Inga underarter finns listade.